# Démétrius Ier d'Iméréthie
Démétrius Ier d'Iméréthie (mort avant 1445) est un eristavi du duché de Samokalako de 1401 à 1443.

## Règne
Fils du roi Alexandre Ier d'Iméréthie et de son épouse la fille du prince Orbéliani, il succède à son oncle Constantin II d'Iméréthie mais n'est reconnu que comme duc d'Iméréthie par le roi Alexandre Ier de Géorgie qui épouse sa sœur en 1414/1415.

## Postérité
D'une union avec une épouse inconnue, il ne laisse qu'une fille et héritière :
- Goulaschar ou Goulkhan d'Iméréthie, morte en 1471[1] qui épouse :
  - en 1434, Georges de Géorgie, fils cadet du roi Constantin Ier de Géorgie, dont :
    - Bagrat VI de Géorgie ;

  - vers 1445, Démétrius III de Géorgie, second fils du roi Alexandre Ier de Géorgie, dont :
    - Constantin II de Géorgie.

## Sources
- Alexandre Manvelichvili, Histoire de la Géorgie, Paris, Nouvelles Éditions de la Toison d'Or, 1951, 476 p..
- Nodar Assatiani et Alexandre Bendianachvili, Histoire de la Géorgie, Paris, l'Harmattan, 1997, 335 p. [détail des éditions] (ISBN 2-7384-6186-7, présentation en ligne).
- Marie-Félicité Brosset, Histoire de la Géorgie. Tome II : Histoire moderne de la Géorgie, Réédition Adamant Media Corporation  (ISBN 0543944808), p. 249.